# Об'єкт (психоаналіз)
У психоаналізі об'єкт є багатозначним поняттям. Йдеться про частковий об'єкт, тотальний об'єкт, нарцисичний об'єкт, внутрішній об'єкт, зовнішній об'єкт, вибір об'єкта, об'єктні стосунки тощо. У Фройда на першому місці стоїть об'єкт потягу. Спрямований як тотальність (як людина, сутність, ідеал…), він може бути об'єктом любові (або ненависті). На основі поняття об'єкта в психоаналізі було розроблено кілька інших теорій, зокрема Мелані Кляйн та кляйніанцями. «перехідний об'єкт» — поняття Дональда Віннікотта, «об'єкт а» — теоретичний внесок Жака Лакана.

## Визначення
На думку Жана Лапланша та Жана-Бертрана Понталіса, поняття об'єкта в психоаналізі має три основні аспекти:
- об'єкт потягу: те, в чому і за допомогою чого потяг прагне досягти своєї мети (певного типу задоволення). Об'єкт може бути частковим об'єктом, реальним об'єктом або фантомним об'єктом.
- корелятивний об'єкт любові (або ненависті): відношення, про яке йдеться, є тотальною людиною або інстанцією Я, об'єкт спрямований як тотальність (особа, сутність, ідеал тощо); відповідний прикметник тоді є «об'єктним».
- об'єкт у традиційному розумінні філософії та психології пізнання, корелят суб'єкта, що сприймає та пізнає; відповідний прикметник — «об'єктивний».

Інакше, за словами Нори Куртс, термін «об'єкт» є багатозначним у психоаналізі, і це поняття може бути «заплутаним» для тих, хто намагається його осягнути, в тому числі через його рухливий аспект. Він може бути частковим, тотальним, нарцисичним, внутрішнім, зовнішнім, его-об'єктом, об'єктним відношенням, об'єктним вибором тощо.

## Об'єкт накопичувача
У метапсихології об'єкт пов'язаний з потягом: об'єкт — це те, в чому і за допомогою чого потяг може досягти своєї мети. Спочатку він не пов'язаний з потягом, але додається до нього як засіб, що особливо підходить для його задоволення. Термін еволюціонує впродовж усієї творчості Фройда, від «Ескізу» до його останніх праць. У першій актуальній теорії пріоритетною є організація потягу. Фройд говорить про «об'єктивний стан» або пізніше про первинний нарцисизм, він завжди наголошував на необхідності зустрічі між потребою (пізніше бажанням) і об'єктом, який може її задовольнити, цей «об'єкт» потім ототожнюється з «матір'ю або її замінником».

### Вибір об'єкта
Вираз «вибір об'єкта» означає, що лібідо інвестує в об'єкт; але це не є вибором у сенсі свободи волі. Суб'єкт не вибирає об'єкт для інвестування.
Таким чином, це термін, еквівалентний терміну «лібідні інвестиції». Суб'єкт перетворюється на об'єкт, який стане характерним для потягу.
Фрейд описує два типи вибору об'єкта:
- вибір об'єкта за риштуванням
- нарцисичний вибір об'єкта

У виборі об'єкта шляхом підпирання суб'єкт шукає об'єкт, який наповнює його, в режимі турботи, яку дає мати. Це об'єкт, який наповнює, який задовольняє.
Нарцисичний вибір об'єкта — це інвестування подібного. Суб'єкт інвестує в об'єкт, який нагадує його самого, або те, ким я є, або те, ким я хочу стати (але тоді в гру вступає ідеал), або те, ким я був.

## Фройд, Абрахам, Кляйн: тотальний об'єкт, частковий об'єкт

### Тотальний об'єкт
Фройд розглядав його як кульмінацію психосексуальної еволюції, коли дитина переходить від первинних об'єктних «стосунків» до часткових (прегенітальних) об'єктних стосунків. Тотальний об'єкт передбачає визнання та інтеграцію подвійної відмінності статей і поколінь. До 1914 року теорія нарцисизму ще не була розроблена, і саме тоді він відрізнив «об'єктне лібідо» від «нарцисичного лібідо».
Для кляйнівців тотальний об'єкт асоціюється з депресивною позицією. Це об'єкт любові, що сприймається як тотальність, на відміну від часткового об'єкта, також теоретично обґрунтованого Мелані Кляйн. Тотальний об'єкт є складеним і може одночасно набувати різних або навіть протилежних характеристик; за визначенням він відрізняється від часткового об'єкта тим, що останній глибоко розщеплений: або хороший, або поганий.

### Частковий об'єкт
Частковий об'єкт не був визначений Фройдом як такий, але випливає з його праць як стосунки з об'єктом, що квазі-ідентифікується з частиною тіла, пенісом, фекаліями, поглядом тощо. Це так, ніби людина ототожнюється з однією зі своїх частин (pars pro toto) або з об'єктом часткового потягу. У теоріях інфантильної сексуальності Фройд припускає, що пеніс і фекалії є лібідозними інвестиціями дитини і символічно пов'язані з бажанням мати дитину, хоча він не використовує термін «частковий об'єкт».
Термін був введений у психоаналітичну теорію кляйніанцями, йдучи шляхом, відкритим Фройдом і Карлом Абрахамом, і таким чином позначає об'єкт, вкладений немовлям, прототипом якого є груди (що годують або позбавляють). Дитина в шизо-параноїдальній позиції сприймає фрагментований світ, в якому не розмежована межа «внутрішнє/зовнішнє»: груди, перший об'єкт любові, переживаються (через динаміку проекції/інтроекції) поперемінно як хороші або погані, залежно від того, чи задовольняють вони бажання немовляти, чи фруструють їх. Груди фантастично інвестуються дитиною, яка приписує їм якості, подібні до якостей тотального об'єкта: задовольняють, переслідують тощо. Перехід від часткового об'єкта до тотального відбувається під час депресивної позиції. Однак частковий об'єкт ніколи не покидається з психічним дозріванням, а скоріше покривається тотальним об'єктом, продовжуючи бути інвестованим: людина може ідентифікувати себе або іншу людину з частковим об'єктом, наприклад, з фалосом.

### Шизо-параноїдальні та депресивні позиції Мелані Кляйн
Теорія базується на двох концепціях: шизо-параноїдальній позиції, яка бореться з будь-якою втратою, і депресивній позиції, яка визнає втрату об'єкта з метою досягнення нового лібідозного балансу. В онтогенезі дитячої психіки це уявне розвивається між трьома і десятьма місяцями. Ці дві позиції відносяться до будь-якої роботи жалоби і відшкодування, послідовної до двох часткових, але первинних об'єктів у психіці немовляти: грудей і пеніса. Ці два об'єкти вступають у гру в несвідомій сцені, яку М. Кляйн називає материнською сценою. Будь-який об'єкт, що задовольняє потребу (материнські груди), є водночас об'єктом любові та об'єктом ненависті. Бо чужорідний об'єкт (інша, мати), який приносить задоволення, порушує гомеостаз «Я». Таким чином, груди є одночасно і добрим, і поганим об'єктом. Анна Фройд критикує Мелані Кляйн за її концепції об'єкта і за участь батьків у терапії. Для Анни Фрейд перенесення з дитиною можливе безпосередньо, тому для А. Фрейд присутність батьків є абсолютно непотрібною. Фрейд не бачить необхідності в присутності батьків.